# 熊背乡
熊背乡，是中华人民共和国河南省平顶山市鲁山县下辖的一个乡镇级行政单位。

## 行政区划
熊背乡下辖以下地区：
熊北村、宿王店村、老庙庄村、李沟村、晒衣山村、大麦王村、南子营村、大年沟村、草店村、宝山村、黄土岭村、桃园沟村、月明石村、交口村、寺前村、葛庄村、孤山村、横梁河村、雁鸣庄村和茶庵村。